# Marquesado de Las Taironas
El Marquesado de Las Taironas es un título nobiliario español concedido por el rey Alfonso XIII por Real Decreto n° 1133 de 22 de junio de 1927, y el subsiguiente Real despacho de 9 de noviembre de 1929, a favor de Tiburcio Pérez de Castañeda y Triana, ilustre abogado, médico y financiero de la Isla de Cuba, senador del Reino y diputado a Cortes, por sus merecimientos y servicios a favor de la Corona.
Su denominación hace referencia a la hacienda familiar de "Las Taironas", situada a las afueras de la ciudad de Pinar del Río, provincia de Pinar del Río, República de Cuba, por cuyo distrito fue diputado a Cortes.

## Marqueses de Las Taironas
|                           | Titular                                  | Periodo                   |
| Creación por Alfonso XIII | Creación por Alfonso XIII                | Creación por Alfonso XIII |
| ------------------------- | ---------------------------------------- | ------------------------- |
| I                         | Tiburcio Pérez de Castañeda y Triana     | 1929 - 1939               |
| II                        | Salvador Pérez Castañeda y Pérez Piquero | 1954 - 2006               |
| III                       | Jaime Jordana Reyno                      | 2013 - 2019               |
| IV                        | Asunción Triana y Villalba               | 2019 - actuallidad        |

## Historia de los marqueses de Las Taironas
- Tiburcio Ángel Pérez Castañeda y Triana (Pinar del Río, Cuba 8 de octubre de 1856 - La Habana 27 de noviembre de 1939),[1] I marqués de Las Taironas.[2] Hijo del coronel José Pérez Castañeda García y de Paula María Triana Mederos, casados en Güira de Melena (Cuba) en 1844.

1. Casó con Manuela Lemaur y Beltrán de Santa Cruz. Sin descendientes. Le sucedió, de su hermano Ignacio Pérez Castañeda que casó con Juana Martínez-Ibor, y a través del hijo de ambos, Salvador Pérez Castañeda Martínez-Ibor que casó con María Teresa Pérez Piquero y de las Revillas, el hijo de estos, por tanto su sobrino nieto:

- Salvador Claudio Pérez Castañeda Pérez Piquero[3] (La Habana, Cuba 5 de marzo de 1918 - Miami, Florida 2006), II marqués de Las Taironas.[4] Estudió derecho y tras la Revolución cubana de 1959 se exilió en EE. UU., residiendo en Florida donde simplificó su nombre y pasó a llamarse Salvador Castañeda. Fue presidente de la Antillean-American Trading Corporation. Falleció sin descendencia. Le sucede:

- Jaime Jordana Reyno, III marqués de Las Taironas.[5] biznieto de Francisco Triana y Blasco, Diplomático, vizconde de Monserrat y primo hermano del primer marqués  de las Taironas. Sucedió por ejecución de sentencia su tía doña Asunción Triana Villalba.

- Asunción Triana y Villalba, IV marquesa de Las Taironas,[6] en ejecución de sentencia firme de la Audiencia Provincial de Madrid.

Hija de Antonio Triana Barcaiztegui y Ascensión Villaba Pérez, bisnieta de José Manuel Triana Mederos a su vez tío del I marqués de Las Taironas